# Gruta dos Valados
A Gruta dos Valados é uma formação geológica portuguesa localizada na freguesia da Feteiras, concelho de Ponta Delgada, ilha de São Miguel, arquipélago dos Açores.
Esta cavidade apresenta uma geomorfologia de origem vulcânica em forma de tubo de lava localizado em encosta.
Este acidente geológico apresenta um comprimento de 45 m. por uma largura máxima de 8,5 m. por uma altura também máxima de 2 m.